# Angličtina
Angličtina je západogermánský jazyk, který se začal vyvíjet v pátém století n. l. na území Anglie. Je třetím nejrozšířenějším mateřským jazykem na světě po čínštině a španělštině. Bývá považován za světový lingua franca – globálním komunikačním prostředkem i mezi osobami, jejichž rodným jazykem není.

## Rozšíření

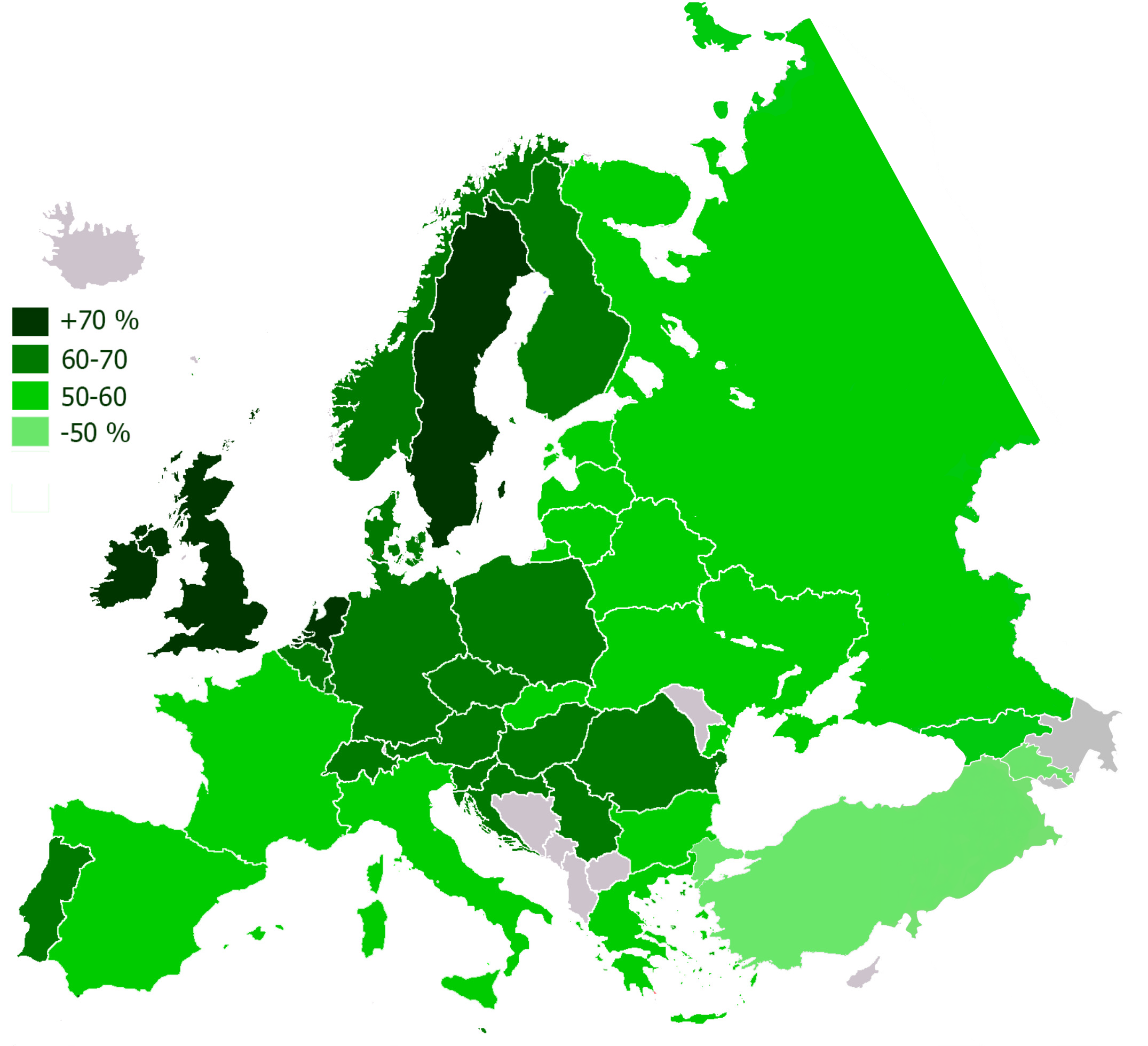
Mapa znalosti angličtiny v některých zemích Evropy.

EN (ISO 639-1)

Dnes se anglicky mluví v mnoha zemích světa. Jako mateřština většiny populace figuruje mimo jiné v těchto zemích:
- Spojené království
- Irsko
- Spojené státy americké
- Austrálie
- Nový Zéland
- Kanada
- a jiné

Je však používána v mnoha zemích jako jeden z úředních jazyků (Indie, Kanada, Jihoafrická republika).
Používá se však i mezi lidmi z různých zemí, kteří si navzájem nerozumí, ale používají ji jako mezinárodní dorozumívací prostředek.
Kvůli rozšíření v zemích, kde není mateřským jazykem, se vyvinulo mnoho mutací angličtiny mícháním s jazykem dané země.
- Franglais pro spojení francouzštiny a francouzského slova anglais (angličtina)
- Japlish v Japonsku, v Japonsku je angličtina učena ve znacích, tudíž mají tendenci přidávat do slov samohlásky navíc (Japlish – Japulish…)
- Manglish pro malajskou angličtinu
- Spanglish pro latinskoamerické přistěhovalce ze slov Spanish English (španělská angličtina)
- Swenglish (Swedish English) pro angličtinu ovlivněnou švédštinou
- Singlish pro singapurskou angličtinu

Neobratná angličtina v podání Čechů, kteří do ní zavlékají českou větnou stavbu a další bohemismy, bývá někdy označována jako Czenglish.
Na bázi angličtiny se též vyvinulo mnoho kreolských jazyků, například tok pisin na Papui Nové Guineji, patois na Jamajce nebo sranan tongo v Surinamu.
Anglicky se dnes hovoří v následujících zemích:
- Americká Samoa, Americké Panenské ostrovy, Anguilla, Antigua a Barbuda, Aruba, Austrálie, Bahamy, Barbados, Belize, Bermudy, Botswana, Britské indickooceánské teritorium, Britské Panenské ostrovy, Brunej, Cookovy ostrovy, Čína, Dominika, Dominikánská republika, Eritrea, Etiopie, Falklandské ostrovy, Fidži, Filipíny, Gambie, Ghana, Gibraltar, Grenada, Guadeloupe, Guam, Guyana, Honduras, Indie, Irsko, Izrael, Jamajka, Jihoafrická republika, Kajmanské ostrovy, Kambodža, Kamerun, Kanada, Keňa, Kiribati, Libanon, Lesotho, Libérie, Malawi, Malajsie, Malta, Marshallovy ostrovy, Mauricius, Mikronésie, Montserrat, Namibie, Nauru, Nizozemské Antily, Nový Zéland, Nigérie, Niue, Norfolk, Pákistán, Palau, Papua Nová Guinea, Pitcairn, Portoriko, Rwanda, Saint Pierre a Miquelon, Samoa, Severní Mariany, Seychely, Sierra Leone, Singapur, Somálsko, Spojené království, Spojené státy americké, Šrí Lanka, Svatá Helena, Ascension a Tristan da Cunha, Svatá Lucie, Svatý Kryštof a Nevis, Svatý Vincenc a Grenadiny, Svazijsko, Šalomounovy ostrovy, Tanzanie, Tokelau, Tonga, Trinidad a Tobago, Turks a Caicos, Uganda, Vanuatu, Zambie, Zimbabwe

Úředním jazykem je angličtina v těchto zemích:
- primární – Spojené království (de facto), Spojené státy (de facto, de iure na úrovni některých států), Austrálie (de facto), Nový Zéland, Antigua a Barbuda, Bahamy, Barbados, Bermudy, Dominika, Gibraltar, Grenada, Guyana, Jamajka, Kanada, Svatá Lucie, Svatý Kryštof a Nevis, Svatý Vincenc a Grenadiny, Trinidad a Tobago, jeden ze 6 jazyků OSN
- jeden z hlavních – Belize, Hongkong, Indie, Irsko, Jihoafrická republika, Kanada, Singapur, Evropská unie
- doplňkový – Argentina, Fidži, Filipíny, Ghana, Gambie, Kamerun, Keňa, Kiribati, Kostarika, Lesotho, Libérie, Mikronésie, Namibie, Nigérie, Nikaragua, Malta, Marshallovy ostrovy, Pákistán, Panama, Papua Nová Guinea, Samoa, Sierra Leone, Svazijsko, Šalomounovy ostrovy, Tanzanie, Zambie, Zimbabwe

## Historie

V tmavě modrých zemích je angličtina většinovým jazykem, ve světle modrých pouze úředním

Germánsky mluvící kmeny z různých částí severozápadního Německa (Sasové, Anglové) a Jutska (Jutové) v pátém století našeho letopočtu vpadly do východní Anglie. Zde se jejich jazyk, anglosaština, rozšířila bud tím, že nově příchozí původní keltské obyvatelstvo vytlačili, nebo došlo k postupné asimilaci a původní obyvatelé postupně jazyk a kulturu nové panující vrstvy přijali. Angličtina je tedy svým původem anglofríský jazyk.
Ať už byl postup jejího rozšiřování jakýkoliv, jednotlivé germánské dialekty se časem sloučily do jazyka dnes nazývaného „staroangličtina“, jenž připomínal některá dnešní nářečí severozápadního pobřeží Německa a Nizozemí (resp. Fríska). Psaná angličtina si dlouho dále udržovala svoji syntetickou strukturu a víceméně byla tvořena jedním literárním standardem. Oproti ní mluvená staroangličtina tuto strukturu postupem doby ztrácela a stávala se více analytickou. Přišla o komplexnější systém práce s podstatnými jmény a začala se více spoléhat na předložky a pevné pořadí slov. Předpokládá se též, že byla ovlivňována vývojem britonských jazyků. Později byla ovlivněna i příbuznou staronorštinou patřící mezi severogermánské jazyky, kterou používali Vikingové usídlení především v severních oblastech a při východním pobřeží až k dnešnímu Londýnu, v historické oblasti dnes známé jako Danelaw.
V roce 1066 si Anglii podmaňují Normané. Dalších tři sta let tak normanští králové a vysoká šlechta používá pouze anglonormanštinu blízce příbuznou starofrancouzštině. Do staroangličtiny přechází mnoho normanských slov, později je množství slov převzato i z latiny a řečtiny a ve slovní zásobě zůstávají až do dnešních dnů. Normanský vliv silně ovlivňuje vývoj jazyka v následujících staletích, čímž ústí do „Střední angličtiny“ („Middle English“).
Během patnáctého století prošel jazyk velkými změnami výslovnosti samohlásek a londýnský dialekt angličtiny se rozšířil v administrativě a státní správě. Ke standardizaci jazyka přispěl i rozvoj knihtisku. Počátky moderní angličtiny tak lze vysledovat v období života Williama Shakespeara.
V roce 1755 Samuel Johnson vydává první slovník angličtiny – Dictionary of the English Language – a vytváří jím první jazykový standard. Roku 1828 zveřejňuje ve Spojených státech Noah Webster vlastní slovník, kterým angličtinu zjednodušuje a modernizuje, ačkoliv se mnohé jeho novotvary neuchytily a v používání zůstaly konzervativnější Johnsonova slova.
Pro moderní angličtinu je příznačné, že se dělí na jednotlivé národní varianty v rámci světa (americká angličtina, australská angličtina, novozélandská angličtina atd.) a navíc do ní díky mezinárodnímu obchodu, dnes již bývalé koloniální říši a internacionalizaci opět vstupuje mnoho slov z cizích jazyků. Díky industrializaci a velkým společenským změnám v době průmyslové revoluce a později v průběhu a mezi oběma světovými válkami dochází především ve Velké Británii ke snižování rozdílů jazyka jednotlivých společenských vrstev. Výrazný vliv má zahájení rádiového vysílání ve dvacátých letech dvacátého století, jež nejenže vytvořilo prostřednictvím BBC dnešní jazykový standard, ale zároveň přispělo k zahájení uvolňování jazyka a šíření a míchání jeho jednotlivých akcentů tak, jak je tomu v 21. století.

## Abeceda a pravopis
Angličtina se píše latinkou. S výjimkou některých cizích slov se obejde bez diakritických znamének. Díky dominantnímu postavení angličtiny ve světě (a též díky výpočetní technice, která zpočátku podporovala především angličtinu) se anglická abeceda stává de facto standardem pro „základní latinku“[zdroj?] – přestože ne všechna její písmena byla původně obsažena v latině. Anglická abeceda obsahuje písmena v následujícím pořadí:
| Písmeno       | A a | B b | C c | D d | E e | F f | G g  | H h           | I i | J j  | K k | L l | M m | N n | O o | P p | Q q  | R r    | S s | T t | U u | V v | W w      | X x | Y y | Z z      |
| Název[zdroj?] | a   | bee | cee | dee | e   | ef  | gee  | aitch haitch1 | i   | jay  | kay | el  | em  | en  | o   | pee | cue  | ar     | es  | tee | u   | vee | double u | ex  | wye | zed zee2 |
| Název (IPA)   | ɛɪ  | biː | siː | diː | iː  | ɛf  | dʒiː | ɛɪtʃ hɛɪtʃ    | aɪ  | dʒɛɪ | kɛɪ | ɛl  | ɛm  | ɛn  | əʊ  | piː | kjuː | ɑː ɑːr | ɛs  | tiː | juː | viː | dʌbl juː | ɛks | waɪ | zɛd ziː  |

- 1 Irské; obě podoby rozšířené v Austrálii
- 2 Americké

Angličtina používá historický pravopis, který odráží stav jazyka okolo roku 1400. Vzhledem k tomu, že téměř nereflektuje změny, ke kterým došlo ve vývoji v pozdější době, písemný projev se značně rozchází s výslovností. Pravopisná pravidla mají velké množství výjimek, lze jen zhruba odhadnout, jak se které slovo vyslovuje. Problematická je zejména výslovnost cizích slov, především převzatých z francouzštiny. Výslovnost samohlásek závisí především na tom, zda se (v písmu) nacházejí v otevřených (např. hate [hɛɪt], nenávidět) nebo zavřených (např. hat [hæt], klobouk) slabikách.

## Výslovnost
Vzhledem k rozsáhlému jazykovému území a velkému počtu mluvčích se výslovnost angličtiny regionálně značně liší. Existují dva všeobecně přijímané standardy anglické výslovnosti, a to britský, označovaný jako Received Pronunciation (RP), a americký, známý jako General American (GA).
| Samohlásky krátké | ʌ æ ɛ ɪ ɒ ʊ ə                                     |
| Samohlásky dlouhé | ɑː iː ɔː uː ɜː                                    |
| Dvojhlásky        | aɪ aʊ ɛɪ ɛə ɪɘ ɔɪ əʊ ʊɘ                           |
| Souhlásky         | b p ð θ d t g k v f z s ʒ ʃ dʒ tʃ w j h m n ŋ l ɹ |

Přízvuk je v angličtině pohyblivý. Ve slovech germánského původu stojí zpravidla na první slabice (s výjimkou slov s nepřízvučnými předponami). V četných přejatých slovech se však může nacházet na kterékoliv slabice, mnohdy rozlišuje význam stejně psaných slov. Přízvuk výrazně ovlivňuje výslovnost samohlásek. Nepřízvučné samohlásky jsou redukovány (ɘ, ɪ).

## Gramatika
Anglická mluvnice vychází z podobných principů jako mluvnice ostatních germánských jazyků. Minimální flexe dává současné angličtině převažující charakter analytického jazyka.

### Jmenný rod
Angličtina nerozlišuje rod (mužský, ženský a střední). Výjimkou jsou pouze osobní a přivlastňovací zájmena ve 3. osobě jednotného čísla (he – on; she – ona; it – ono; his – jeho; her – její; its – jeho), která se používají na základě přirozeného rodu. Toto nemá žádný vliv na mluvnické tvary slov.

### Člen
Podstatná jména jsou obvykle determinována členem, který je dvojí:
- neurčitý: a, an [ɘ, ɘn] (původní význam „jeden“), který se používá pouze v jednotném čísle; delší tvar an se používá před slovem začínajícím ve výslovnosti samohláskou, např. an orange, (nějaký) pomeranč;
- určitý: the (původní význam „ten“) se používá v jednotném i množném čísle. Vyslovuje se [ðɘ], před samohláskou [ðiː].

### Podstatná jména
Skloňování podstatných jmen je značně zjednodušené. Z původního systému 4 pádů se zachoval nominativ a genitiv (zakončení -'s, v množném čísle -s'; např. Peter's car, Petrovo auto), který má funkci výlučně přivlastňovací. V ostatních případech je podstatné jméno ve tvaru nominativu. K vyjádření větných vztahů se používají předložky a pevný slovosled.
Množné číslo se tvoří pomocí koncovky -(e)s (výslovnost [-s, -z, ɪz] dle předcházející hlásky), např. cars, auta. Malé množství podstatných jmen tvoří množné číslo nepravidelně, např. man – men, muž – muži.

### Přídavná jména
Přídavná jména jsou nesklonná. Mohou se odvozovat od jiných slovních druhů příponami, např. hunger, hlad –> hungry, hladový. Často se však přídavným jménem stává podstatné jméno v přívlastkové pozici, tj. před jiným podstatným jménem, např. horse, kůň –> horse mane, koňská hříva.
Přídavná jména se stupňují některá analyticky (složenými tvary s more, více, most, nejvíce), jiná synteticky koncovkami -er, -est. Superlativ (3. stupeň) se obvykle pojí se členem určitým.

### Zájmena
Osobní zájmena se skloňují, mají zvláštní tvary pro podmět (nominativ) a předmět (dativ/akuzativ), např. she, ona –> her, jí/ji. Přivlastňovací zájmena mají odlišné tvary, pokud nestojí bezprostředně před podstatným jménem, např. my house, můj dům × this house is mine, tento dům je můj.
Chybí tvar zvratných osobních a přivlastňovacích zájmen, používaný v ostatních germánských jazycích ve 3. osobě, např. he saw his car může znamenat „on viděl své auto“ i „on viděl jeho auto“. Naopak existují zvláštní tvary osobních zvratných zájmen, např. I can see myself in the mirror, vidím se v zrcadle, tyto tvary mohou též sloužit jako zájmena zdůrazňovací (např. Já sám jsem to udělal, I myself did it).
Zástupné zájmeno one slouží k nahrazení již zmíněného počitatelného podstatného jména, které nechceme opakovat.

### Slovesa
Systém sloves má, stejně jako i v ostatních germánských jazycích, jednoduché tvary v přítomném a minulém čase. Ostatní časy se tvoří pomocnými slovesy. Slovesa se neobejdou bez osobních zájmen, protože pozbyla skoro všech odlišujících osobních koncovek. V přítomném čase se zachovala pouze koncovka -s ve 3. osobě jednotného čísla, např. he works, on pracuje.
Infinitiv zvláštní zakončení nemá a je často používán s částicí to, např. I want to be, chci být.
Trpný rod se tvoří opisně pomocí slovesa be (být) a příčestí trpného.
Jako všechny germánské jazyky rozlišuje i angličtina slabá a silná slovesa. Silná slovesa (obvykle uváděná jako nepravidelná) mají v minulém čase a příčestí trpném přehlásku, např. sing – sang – sung, zpívat. Slabá slovesa (pravidelná) mají v minulém čase a příčestí trpném koncovku -ed, např. work – worked – worked, pracovat.
Zvláštností angličtiny oproti ostatním germánským jazykům je rozlišení aspektu průběhovosti, např. I am going, jdu (právě nyní) × I go, chodím (často, pravidelně).

### Příslovce
Tvoří se nejčastěji od přídavných jmen příponou -ly (beautiful, krásný – beautifully, krásně), existují ale i příslovce tvořená jinými způsoby: předponou a (aboard, abroad), složením slov (American-style, clockwise). Některá se tvarem shodují s přídavnými jmény (fast, hard, low, straight a další). Od některých přídavných jmen lze vytvořit dvě odpovídající příslovce, jejichž tvary se ale významově liší: hard (tvrdý) může mít příslovce hard (tvrdě) ale i hardly (stěží, sotva, skoro ne), podobně near (blízký) může mít příslovce near (blízko) ale i nearly (téměř). Stupňování příslovců se provádí stejně jako u přídavných jmen, mají-li stejný tvar jako přídavná jména, příponou -ly odvozené tvary se pak stupňují analytickým způsobem (angrily, more angrily, most angrily).

### Syntax
Angličtina má pevný slovosled typu SVO (podmět (S) – přísudek (V) – předmět (O)). Na rozdíl od jiných germánských jazyků neplatí zásada, že sloveso v určitém tvaru stojí zpravidla na druhém místě ve větě. I v případě přesunutí příslovečného určení na začátek věty zůstává uvedené pořadí podmětu a přísudku.
Otázka se obvykle tvoří pomocným slovesem, v přítomném a minulém čase specificky pomocí slovesa do (dělat), např. do you know?, víš? Slovesa be, have got a modální slovesa však používají k vytvoření otázky inverzi: I have got – Have I got?; I must -Must I? Otázky na podmět však nepoužívají ani pomocná slovesa ani inverzi a mají přímý slovosled (What eats the dog? – Co žere psa? na rozdíl od What does the dog eat – Co žere pes?). Záporné otázky vyjadřují zpravidla citové zbarvení (Don't you speak English? – Copak ty nemluvíš anglicky?).
Slovesný zápor se tvoří přidáním pomocného slovesa a záporky not, např. I do not know, nevím. U některých sloves ale pouhým přidáním not – I cannot, nemohu.
V anglické větě zpravidla bývá ve standardní angličtině jediný záporný výraz (např. I have nothing, [ne]mám nic). Zápor sloves se tvoří částicí not (viz výše), zkráceně n't.
Přívlastky vyjádřené přídavnými jmény, číslovkami, ukazovacími a přivlastňovacími zájmeny a genitivem stojí před podstatným jménem.

## Slovní zásoba
Slovní zásoba angličtiny obsahuje největší podíl slov cizího původu, převážně z románských jazyků hlavně z francouzštiny např. language – langue (jazyk), grand – grande (veliký), parrot – perroquet (papoušek). Slova germánského původu („původní“ anglosaská nebo odvozená ze skandinávských jazyků) včetně mimo jiné všech zájmen a spojek bývají kratší než latinská slova a jsou běžnější v každodenní řeči. Delší slova latinská jsou často považována za elegantnější nebo učenější alternativy. Nadměrné používání těchto slov je však obecně považováno za nevhodné.[zdroj?]
V mnoha případech je možné volit mezi germánskými a latinskými synonymy. V některých případech se pak přidává i varianta francouzská odvozená od stejného latinského základu. Znalost těchto variant umožňuje mluvčímu dobře kontrolovat formální úroveň svého jazyka. Chce-li například v diskusi uvést argument velmi přímo, většinou zvolí germánské slovo. Naopak latinská a francouzská slova budou většinou užívána v psaném projevu nebo mluvené řeči formální.[zdroj?]
Bohatství jazyka pak spočívá v množství různých variant rozdílných významů a odstínů umožňujících komplexně a přesně vyjádřit odstíny popisovaných myšlenek. Angličtina je typická i svou celkově velkou slovní zásobou v oblasti aktivní slovní zásoby a svou přizpůsobivostí. Do běžného použití snadno přijímá technické termíny, často dokonce celé nové fráze. Nové významy velmi často a také velmi snadno vytváří starým slovům slang.

### Počet slov
Angličtina má bohatou slovní zásobu a schopnost přijímat nová slova. Jelikož však na rozdíl od ostatních velkých jazyků neexistuje žádný regulační úřad, jež by nová slova „přijímal“, je velmi problematické určit jejich počet. Novotvary vznikají především v lékařství, vědě a technologiích, ale i v dalších oblastech. Jednotlivé slangy se neustále vyvíjejí. Často se navíc uplatňují slova přinesená komunitami přistěhovalců.
Druhá editace Oxford English Dictionary, zahrnuje 600 000 slov, ale editoři Merriam Webster's Third New International Dictionary, Unabridged předpokládají, že celkový počet je mnohem vyšší. Global Language Monitor po zkombinování oxfordského slovníku a dalších slovníkových zdrojů odhadl, že angličtina v současnosti obsahuje přibližně 990 000 slov.

### Původ slov
Jedním z důsledků normanskofrancouzského vlivu je, že anglická slovní zásoba je poměrně rovnoměrně rozdělena mezi slova germánská (většinou staroanglická) a slova latinská (resp. starofrancouzská, resp. anglonormanská). Bylo vytvořeno již mnoho statistických průzkumů zachycující vzájemné poměry, žádný z nich však nebyl všemi lingvisty zcela přijat.[zdroj?]
Počítačový průzkum 80 000 slov ze staršího Shorter Oxford Dictionary uveřejněný v Ordered Profusion Thomasem Finkenstaedtem a Dieterem Wolffem v roce 1973 například uvádí původ z oblastí langues d'oïl včetně francouzštiny a staronormanštiny 28,3 %, z latiny včetně latiny moderní vědecké a technické 28,24 %, z ostatních germánských jazyků (včetně slov přímo převzatých ze staroangličtiny) 25 %, z řečtiny 5,32 %, z ostatních jazyků méně než 1 %.[zdroj?]
Jiný průzkum Josepha M. Williamse v Origins of the English Language mezi deseti tisíci slov převzatých z několika tisíců obchodních dopisů nalézá francouzštinu (langue d'oïl) 41 %, „původní“ angličtinu 33 %, latinu 15 %, dánštinu 2 %, nizozemštinu 1 % a ostatní 10 %.[zdroj?]
Jisté však je, že 83 % z jednoho tisíce nejčastějších anglických slov má anglosaský původ.[zdroj?]

## Příklady

### Číslovky
| Anglicky | Česky |
| one      | jeden |
| two      | dva   |
| three    | tři   |
| four     | čtyři |
| five     | pět   |
| six      | šest  |
| seven    | sedm  |
| eight    | osm   |
| nine     | devět |
| ten      | deset |

## Vzorový text
Otčenáš (modlitba Páně):
Our Father, which art in heaven,
Hallowed be thy name.
Thy kingdom come,
Thy will be done in earth,
as it is in heaven.
Give us this day our daily bread.
And forgive us our debts,
as we forgive our debtors.
And lead us not into temptation,
but deliver us from evil. Amen.

### Všeobecná deklarace lidských práv
| anglicky | All human beings are born free and equal in dignity and rights. They are endowed with reason and conscience and should act towards one another in a spirit of brotherhood. |
| česky    | Všichni lidé se rodí svobodní a sobě rovní co do důstojnosti a práv. Jsou nadáni rozumem a svědomím a mají spolu jednat v duchu bratrství.                                 |

#### Audiovizuální dokumenty
- The Story of English
- The Adventure of English
- Anglicko-český slovník online